# Sándor Ziffer
Sándor Ziffer (* 5. Mai 1880 in Eger, Österreich-Ungarn; † 8. September 1962 in Nagybánya, Rumänien) war ein ungarischer Maler.

## Leben

### Künstlerische Anfänge
Sandor Ziffer bereitete sich auf einer Zeichenschule in Budapest auf sein Kunststudium vor.

### Studium in München, 1904–1906
1904 ging er nach München, wo er sich zunächst an der Kunstakademie bei dem realistischen Genremaler Karl Raupp einschrieb. Später wechselte er in die Schule von Anton Ažbe. Dort erlernte er die „Naß-in-Naß-Malerei“, in die man „immer wieder hereinmalen und korrigieren“ kann. Sie ist für spontanes, temperamentvolles Arbeiten geeignet. Charakteristisch für Ažbes damalige Malerei war auch der beständige Wechsel von Hell und Dunkel, von Licht und Schatten. Ihr folgten fast alle seine Schüler. 
Einige Zeit studierte er außerdem bei dem ungarischen, naturalistischen Künstler Simon Hollósy, der in München eine private Malschule betrieb. 

### Paris, Gauguin und Matisse, 1906
Mit seinem Freund Béla Czóbel war Ziffer vor seiner Reise nach Paris in Nagybánya. Dort herrschten bis zu dem Zeitpunkt noch pleinairistische-, realistische- und impressionistische Stilvarianten vor. 
In Paris sah Ziffer die große Retrospektive Gauguins und Ausstellungen von Matisse. Beide Künstler beeinflussten ihn nachhaltig. Gauguin war für ihn Anlass, sich in die Bretagne zu begeben, um dort für einige Monate zu arbeiten. 
Fortan sind seine Bilder bunt und lebensbejahend. In der Farbigkeit folgte er den Harmoniegesetzen des Ausgleichs von Grund und Komplementärfarben. Das Beleuchtungslicht hatte Ziffer in seiner Malerei überwunden und behandelte Schatten ganz im Sinne von Gauguin.
Zurückgekehrt, importierten Czóbel, Ziffer und andere ungarische Künstler aus Frankreich die Neuerungen des Post-Impressionismus und Fauvismus und förderten so in ihrer Heimat Abweichler innerhalb der Schule von Nagybánya, die sogenannten „Neos“. Diese entwickelten sich zu bedeutenden Vorreitern für die Avantgarde, so dass sich die ungarische Moderne nicht etwa in Budapest, sondern im ländlichen Nagybánya zu formieren begann. 
Wie sehr ihn außer Matisse auch andere Fauves nachhaltig beeindruckten, veranschaulicht z. B. sein Gemälde vom siebenbürgischen „Wochenmarkt in Nagy“ von 1912. Das Bild mutet fast wie eine späte Erinnerung an Derains „Regent-Street“ von 1906 an.
Die in Derains Gemälde noch vom Pointillismus abzuleitenden Farb-punkte und Striche sind in Ziffers Bild ganz zu eigenem Stil verwandelt worden und verraten kaum noch ihre Herkunft. Ebenso verhält es sich mit graphischen Farbkonturen, die einzelne, andere Farbfelder begrenzen. In der Art, wie Ziffer Formen auflöst und Einzelheiten zu Gunsten einer Malerei reduziert, die mit wenigen Pinselstrichen Wesentliches nur andeutet, gibt sich Ziffer als moderner Maler zu erkennen, der auf der Höhe seiner Zeit steht. 

### Munchs forcierte Perspektive, um 1907
In seinem Gemälde „Zwei Jungen auf der Straße“, das in den Jahren um 1907 entstand, zeigt sich Ziffer sehr deutlich von der Formensprache Edvard Munchs beeindruckt, indem er von diesem einen motivischen Baustein, die sogen. „forcierte Perspektive“ übernahm. Munch hatte diese malerische Formel, die ihm spätestens mit seinem Gemälde „Der Schrei“ zum Markenzeichen wurde, entwickelt. Mit der „forcierten Perspektive“ scheint sich der Norweger gegen die französische Zeitströmung der Flachmalerei, bei allen seinen sonstigen Anleihen aus der französischen Kunst, stellen zu wollen. Dieses auf Munch zurückzuführende Versatzstück   Fläche gegen Perspektive auszuspielen   faszinierte zeitgleich mit Ziffer auch die Maler der Neuen Künstlervereinigung München. Dieses künstlerische Problem verarbeiteten offensichtlich zuerst Werefkin und Jawlensky mehrfach in ihren Gemälden und Skizzen. Etwas später sollten dann auch Kandinsky, Münter und andere Künstler aus dem Kreis, die „forcierte Perspektive“ als Motiveigentümlichkeit studieren und in ihr Repertoire übernehmen.
Der Norweger war schon früh auf van Gogh und Gauguin gestoßen, hatte, auf diesen aufbauend, seinen eigenen expressiven Stil gefunden und beeinflusste nun auch Ziffer. Ziffer lehnte sich nicht nur motivisch an Munch an, sondern übernahm auch dessen matte Farbigkeit der Flächen, die er   seinem Vorbild treu bleibend   mit großzügigen, weit ausladenden Linien umgab.
Ziffer wandelte Munchs „forcierte Perspektive“ mit seinem Gemälde „Zwei Jungen auf der Straße“ individuell ab. Die Suggestion von Raumtiefe erzeugte er im Vordergrund als Fläche durch eine starke Verkürzung des Weges, dessen Ränder zunächst rapide in einem Punkt hinter den Buben fluchten. Eine streng zentralperspektivische Sicht aus der Vogelperspektive verunklärte er jedoch dadurch, dass er den Weg im Zickzack um ein Gebäude herum in den Hintergrund führte. Dieses kompositorische Element ist insbesondere häufig in der japanischen Holzschnittkunst des 19. Jahrhunderts zu finden. Mit ihr hat sich Ziffer, in Ergänzung zur Malerei von Munch, ganz offensichtlich schon weit früher als die meisten Münchner Avantgardisten beschäftigt.

### Berlin und München, 1910–1918

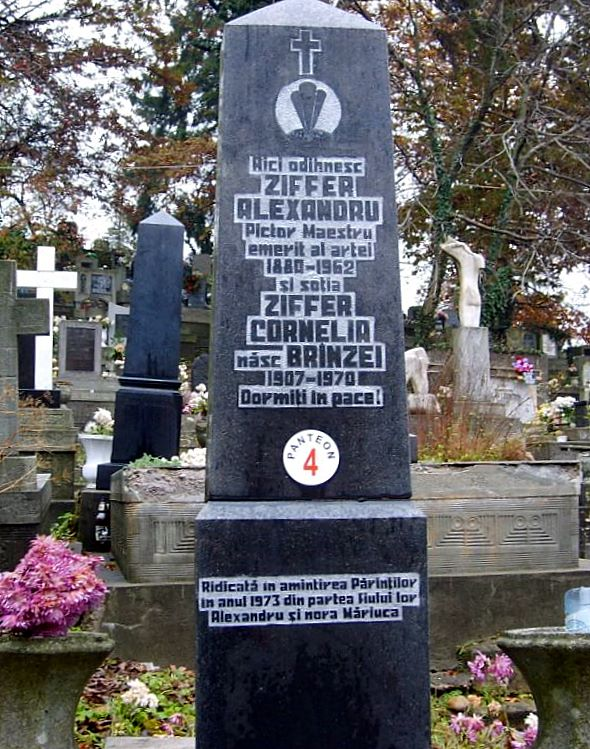
Grabmal von Sándor Ziffer in Baia Mare

Seit 1910 arbeitete Ziffer auch in Berlin, im selben Jahr heiratete er die Berliner Malerin Käthe Beckhaus. 
1913 eröffnete er eine Malschule in München, die bei Beginn des Ersten Weltkriegs geschlossen wurde: Mit seiner Frau verblieb er in Deutschland, bevor er 1918 endgültig nach Nagybanya zurückkehrte.

### Nach dem Ersten Weltkrieg
Nachdem es 1911 zu Differenzen zwischen den „Neos“ und der pleinairistischen Generation der Schule von Nagybánya gekommen war, wurden verschiedene Künstler von der Künstlervereinigung ausgeschlossen.  Ziffer war von dieser Maßnahme nicht betroffen und konnte so noch nach dem Ersten Weltkrieg junge Maler mit seinem expressiven Stil beeinflussen.
In den 1930er Jahren nahm er Anregungen der kubistischen Malerei auf, doch blieb die vitale Farbigkeit immer das bestimmende Element seiner Malerei. Später, 1935–1945, arbeitete er als Kunstlehrer.